# Santa Cruz, Atlamajalcingo del Monte
Santa Cruz är en ort i Mexiko.   Den ligger i kommunen Atlamajalcingo del Monte och delstaten Guerrero, i den sydöstra delen av landet, 240 km söder om huvudstaden Mexico City. Santa Cruz ligger 2 253 meter över havet och antalet invånare är 510.
Terrängen runt Santa Cruz är kuperad åt nordväst, men åt sydost är den bergig. Runt Santa Cruz är det ganska glesbefolkat, med 43 invånare per kvadratkilometer. Närmaste större samhälle är Malinaltepec, 16,2 km sydväst om Santa Cruz. I omgivningarna runt Santa Cruz växer huvudsakligen savannskog.